# 第1艦隊偵察飛行隊 (アメリカ海軍)
第1艦隊偵察飛行隊（だい1かんたいていさつひこうたい、英: Fleet Air Reconnaissance Squadron 1、略称：VQ-1）は、アメリカ海軍太平洋艦隊海軍航空軍第10哨戒・偵察航空団隷下の偵察部隊。愛称はワールド・ウォッチャーズ（英: World Watchers）。1955年6月1日に日本の山口県岩国海軍航空基地で編成され、航空機による電子情報収集、信号情報収集任務を担っている。ワシントン州のホイッドビー・アイランド海軍航空基地に所在し、電子偵察機としてEP-3Eを運用する。なお、1969年4月15日に日本海上で朝鮮人民軍空軍機にEC-121Mが撃墜されたほか、2001年4月1日には南シナ海で、EP-3Eが中国人民解放軍海軍航空兵のJ-8IIと空中衝突し、海南島に不時着する事故に遭遇している。

## 歴代運用機

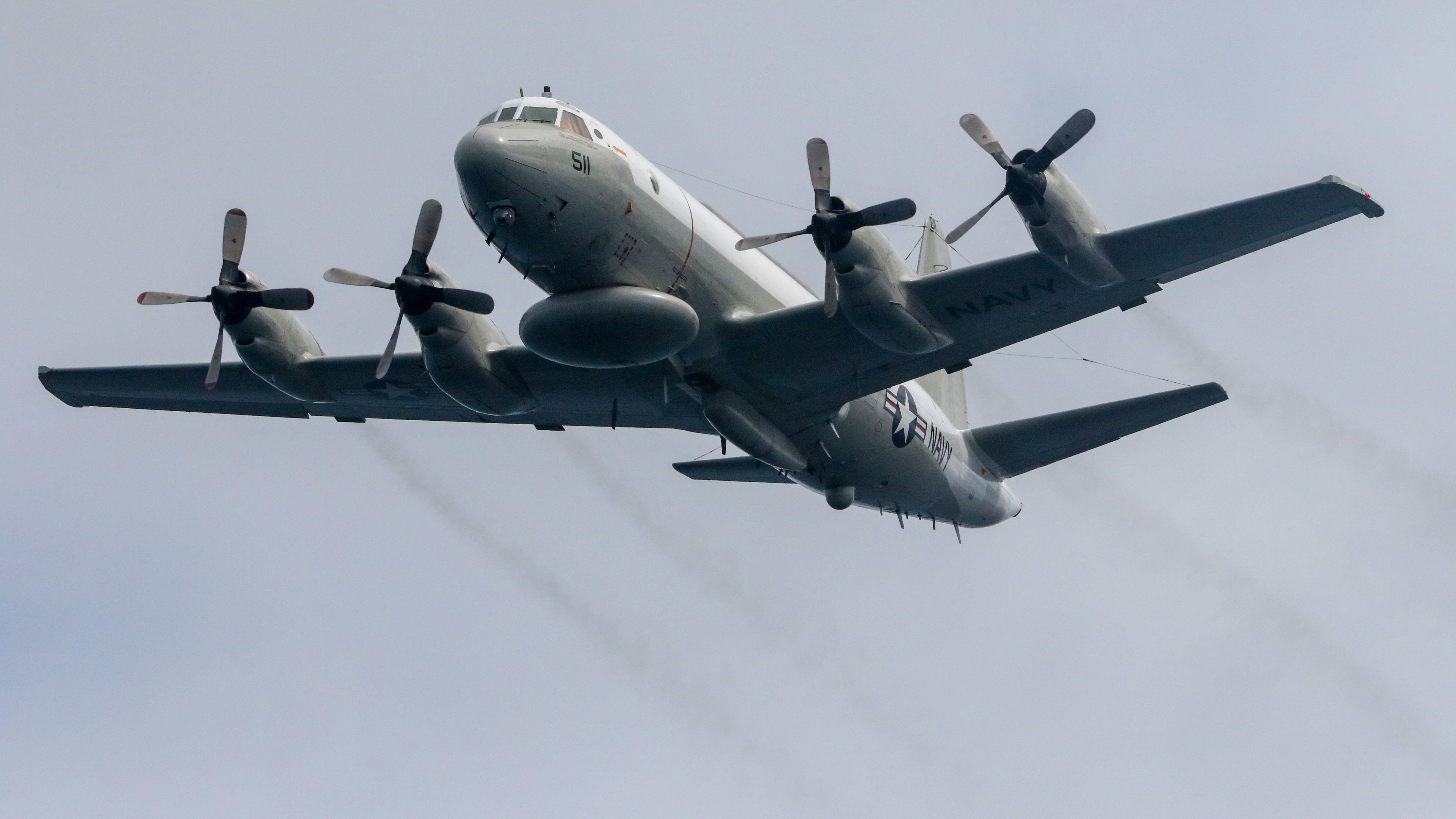
VQ-1で運用するEP-3E

- 電子偵察機
  - EA-3B
  - EC-121
  - EP-3